# Saluda (Carolina do Norte)
Saluda é uma cidade localizada no estado norte-americano de Carolina do Norte, no Condado de Henderson e Condado de Polk.

## Demografia
Segundo o censo norte-americano de 2000, a sua população era de 575 habitantes.
Em 2006, foi estimada uma população de 581, um aumento de 6 (1.0%).

## Geografia
De acordo com o United States Census Bureau tem uma área de 4,0 km², dos quais 4,0 km² cobertos por terra e 0,0 km² cobertos por água. Saluda localiza-se a aproximadamente 641 m acima do nível do mar.

## Localidades na vizinhança
O diagrama seguinte representa as localidades num raio de 16 km ao redor de Saluda.